# Ouled Aouf
Ouled Aouf (em árabe: أولاد عوف) é uma cidade localizada na província de Batna, no noroeste da Argélia. Sua população era de 1 724 habitantes, em 2008.